# Ewa Dados
Ewa Dados – polska dziennikarka związana z PR Lublin, inicjatorka ogólnopolskiej akcji charytatywnej Pomóż Dzieciom Przetrwać Zimę organizowanej przez Radio Lublin. Odznaczona Orderem Uśmiechu.
Jest autorką programów edukacyjno-poznawczych dla dzieci w radiu i telewizji.
Otrzymała wiele nagród i wyróżnień, m.in.: Order Uśmiechu oraz Odznakę Honorową za Zasługi dla Ochrony Praw Dziecka